# Copa Interamericana 1996
La Copa Interamericana 1996 fue la decimosexta edición del torneo organizado entre Conmebol y Concacaf. Se disputó entre Vélez Sarsfield de Argentina (campeón de la Copa Libertadores 1994) y Cartaginés de Costa Rica (campeón de la Copa de Campeones de la Concacaf 1994). El campeón de esta edición fue el club argentino tras disputar partidos de ida y vuelta.

## Clubes clasificados
Se fueron decidiendo a lo largo de 1994 entre las dos máximas competiciones de las confederaciones de América.
| Conmebol (Sudamérica)                       |  | Vélez Sarsfield |  | Campeón de la Copa Libertadores (1994)                |
| Concacaf (Norte, Centroamérica y el Caribe) |  | Cartaginés      |  | Campeón de la Copa de Campeones de la Concacaf (1994) |

## Resultados

### Partido de ida
| 17 de febrero de 1996 | Cartaginés | 0:0 | Vélez Sarsfield | Estadio José Rafael "Fello" Meza, Cartago |  |
|                       |            |     |                 | Árbitro(s): Benito Archundia              |  |

|    | POR | Hermidio Barrantes      |     |
|    | DEF | Alexánder Gómez         |     |
|    | DEF | Evaristo Contreras      |     |
|    | DEF | Henry Wood              |     |
|    | DEF | Maximilian Peynado      |     |
|    | MED | Max Sánchez             | 83' |
|    | MED | Érick Rodríguez         |     |
|    | MED | Luiz Claudio dos Santos |     |
|    | MED | Marco Tulio Hidalgo     | 64' |
|    | DEL | Heriberto Quirós        | 70' |
|    | DEL | Norman Gómez            |     |
| DT | DT  | Rolando Villalobos      |     |

|    | POR | José Luis Chilavert |     |
|    | DEF | Flavio Zandoná      |     |
|    | DEF | Roberto Trotta      |     |
|    | DEF | Mauricio Pellegrino |     |
|    | DEF | Raúl Cardozo        |     |
|    | MED | Marcelo Herrera     |     |
|    | MED | Marcelo Gómez       |     |
|    | MED | Guillermo Morigi    |     |
|    | MED | Patricio Camps      | 88' |
|    | DEL | Fernando Pandolfi   | 86' |
|    | DEL | José Óscar Flores   |     |
| DT | DT  | Carlos Bianchi      |     |

|  | MED | Aurelio Ferreira  | 83' |
|  | MED | Jewison Bennett   | 64' |
|  | DEL | Everaldo da Costa | 70' |

|  | MED | Carlos Compagnucci | 88' |
|  | DEL | Claudio Husaín     | 86' |

| Expulsado | 85' | Roberto Trotta |

|    | POR | Hermidio Barrantes      |     |
|    | DEF | Alexánder Gómez         |     |
|    | DEF | Evaristo Contreras      |     |
|    | DEF | Henry Wood              |     |
|    | DEF | Maximilian Peynado      |     |
|    | MED | Max Sánchez             | 83' |
|    | MED | Érick Rodríguez         |     |
|    | MED | Luiz Claudio dos Santos |     |
|    | MED | Marco Tulio Hidalgo     | 64' |
|    | DEL | Heriberto Quirós        | 70' |
|    | DEL | Norman Gómez            |     |
| DT | DT  | Rolando Villalobos      |     |

|    | POR | José Luis Chilavert |     |
|    | DEF | Flavio Zandoná      |     |
|    | DEF | Roberto Trotta      |     |
|    | DEF | Mauricio Pellegrino |     |
|    | DEF | Raúl Cardozo        |     |
|    | MED | Marcelo Herrera     |     |
|    | MED | Marcelo Gómez       |     |
|    | MED | Guillermo Morigi    |     |
|    | MED | Patricio Camps      | 88' |
|    | DEL | Fernando Pandolfi   | 86' |
|    | DEL | José Óscar Flores   |     |
| DT | DT  | Carlos Bianchi      |     |

|  | MED | Aurelio Ferreira  | 83' |
|  | MED | Jewison Bennett   | 64' |
|  | DEL | Everaldo da Costa | 70' |

|  | MED | Carlos Compagnucci | 88' |
|  | DEL | Claudio Husaín     | 86' |

| Expulsado | 85' | Roberto Trotta |

### Partido de vuelta
| 24 de febrero de 1996 | Vélez Sarsfield     | 2:0 (1:0) | Cartaginés | Estadio José Amalfitani, Buenos Aires |                                 |
|                       | José Flores 2', 75' |           |            | Árbitro(s): Eduardo Dluzniewski       | Árbitro(s): Eduardo Dluzniewski |

|    | POR | José Luis Chilavert |     |
|    | DEF | Flavio Zandoná      |     |
|    | DEF | Sebastián Méndez    |     |
|    | DEF | Carlos Compagnucci  |     |
|    | DEF | Raúl Cardozo        |     |
|    | MED | Marcelo Herrera     |     |
|    | MED | Marcelo Gómez       |     |
|    | MED | Patricio Camps      |     |
|    | MED | Martín Posse        | 75' |
|    | DEL | Fernando Pandolfi   | 79' |
|    | DEL | José Óscar Flores   | 78' |
| DT | DT  | Carlos Bianchi      |     |

|    | POR | Hermidio Barrantes      |     |
|    | DEF | Evaristo Contreras      |     |
|    | DEF | Henry Wood              |     |
|    | DEF | Maximilian Peynado      |     |
|    | DEF | Alexánder Madrigal      |     |
|    | MED | Marco Tulio Hidalgo     |     |
|    | MED | Luiz Claudio dos Santos |     |
|    | MED | Alexánder Gómez         |     |
|    | MED | Max Sánchez             | 77' |
|    | DEL | Jewison Bennett         |     |
|    | DEL | Everaldo da Costa       | 63' |
| DT | DT  | Rolando Villalobos      |     |

|  | MED | Guillermo Morigi | 75' |
|  | DEL | Alberto Cordone  | 79' |
|  | DEL | Claudio Husaín   | 78' |

|  | MED | Heriberto Quirós | 77' |
|  | DEL | Norman Gómez     | 63' |

|  | 2'  | José Óscar Flores |
|  | 75' | José Óscar Flores |

| Expulsado | 82' | Alberto Cordone |

| Expulsado | 82' | Henry Wood |

|    | POR | José Luis Chilavert |     |
|    | DEF | Flavio Zandoná      |     |
|    | DEF | Sebastián Méndez    |     |
|    | DEF | Carlos Compagnucci  |     |
|    | DEF | Raúl Cardozo        |     |
|    | MED | Marcelo Herrera     |     |
|    | MED | Marcelo Gómez       |     |
|    | MED | Patricio Camps      |     |
|    | MED | Martín Posse        | 75' |
|    | DEL | Fernando Pandolfi   | 79' |
|    | DEL | José Óscar Flores   | 78' |
| DT | DT  | Carlos Bianchi      |     |

|    | POR | Hermidio Barrantes      |     |
|    | DEF | Evaristo Contreras      |     |
|    | DEF | Henry Wood              |     |
|    | DEF | Maximilian Peynado      |     |
|    | DEF | Alexánder Madrigal      |     |
|    | MED | Marco Tulio Hidalgo     |     |
|    | MED | Luiz Claudio dos Santos |     |
|    | MED | Alexánder Gómez         |     |
|    | MED | Max Sánchez             | 77' |
|    | DEL | Jewison Bennett         |     |
|    | DEL | Everaldo da Costa       | 63' |
| DT | DT  | Rolando Villalobos      |     |

|  | MED | Guillermo Morigi | 75' |
|  | DEL | Alberto Cordone  | 79' |
|  | DEL | Claudio Husaín   | 78' |

|  | MED | Heriberto Quirós | 77' |
|  | DEL | Norman Gómez     | 63' |

|  | 2'  | José Óscar Flores |
|  | 75' | José Óscar Flores |

| Expulsado | 82' | Alberto Cordone |

| Expulsado | 82' | Henry Wood |

|                                     |
| Bandera de Argentina                |
| Campeón Vélez Sarsfield 1.er título |